# 개조실험제국 메스
개조실험제국 메스(改造実験帝国メス 가(카)이조짓켄테이코쿠 메스[*])는 토에이의 10번째 슈퍼 전대 시리즈인 《초신성 플래시맨》에 등장하는 적대 세력이다. 이들은 먼 옛날부터 우주를 떠돌아다니며 생체 실험을 반복해온 유랑 제국으로, 생명체가 풍부한 혹성을 침략하여 그곳에 사는 생물을 실험체로 잡아, 비인도적인 개조실험을 해왔다. 이들의 최종목적은 대제 라 데우스를 우주 최강의 생명체로 만드는 것으로, 이는 데우스 본인만이 알고 있다. 거대 원반형 개조실험기지 라보를 본거지로 하여, 삼각 보행형태를 가진 라보 전투기나 유전자 신시사이저에 의해 만들어진 수전사를 내보낸다.

## 주요 인물
- 대제 라 데우스 (大帝ラー・デウス 다이테이 라 데우스[*])

개조실험제국 메스의 지배자. 얼굴은 금이 간 흰 가면, 몸은 거대한 갑옷에 가려져 있으며, 감정이 고조하면 때때로 그 가면 일부를 떼어내어 그 무시무시한 눈동자를 보이기도 한다. 자기 자신을 완벽한 생명체로 만들어 전 우주를 돌아다녀 파괴를 일삼아 우주의 지배자로서 군림하기 위해 오랜 세월에 걸쳐 많은 인간을 각 혹성에서 납치하여 대박사를 만들어내고, 실험재료로 만들어왔으며, 300년 전에 당시 지구인 아이였던 케프렌을 유괴한 장본인이기도 하였다. 손끝으로 수전사의 파워를 높이는 데우스 유전자액을 뿜어내며, 종반부에 메스를 배신한 카우라가 라보로 쳐들어올 때 그의 채찍 공격을 받아 한때 사망하기도 하였지만, 얼마 지나지 않아 데우스 유전자액의 힘으로 다시 살아났다. 사실은 데우스 유전자액 자체가 데우스의 정체로서, 사실을 알고 있는 케프렌이 데우스가 다시 살아난 것을 알고 유전자 신시사이저를 연주해 그를 데우스 수전사 자 데우스라로 개조시키지만, 플래시맨의 프리즘 슈터를 맞자마자 자력으로 원래 모습으로 돌아온다. 플래시맨을 해치우고자 엄청난 대제의 힘으로 그들을 궁지에 몰고 가지만 마지막에 롤링 발칸에 이어 플래시 킹의 슈퍼 코스모 플래시까지 맞고 완전히 패배하여 사망한다. 죽은 뒤에도 가면에서 데우스 유전자액이 나와 케프렌이 그것과 크라겐을 합쳐 최강의 수전사 자 데모스를 만들었지만, 이 역시 그레이트 타이탄의 타이탄 노바를 여러 번 맞고 쓰러졌으며, 개조실험제국 메스의 붕괴와 함께 데우스 유전자액도 바닥이 나게 되어 데우스의 가면은 지구의 땅 속에 묻히게 되었다.
- 대박사 리 케프렌 (大博士リー・ケフレン 다이하카세 리 케후렌[*])

메스의 최고 간부이자 No.2로 대제 라 데우스의 최측근. 우주최고의 두뇌를 자랑하는 대박사로서, 지금까지 많은 수전사를 만들어냈다. "생명개조실험은 아름답고 위대한 생명의 예술"이라 생각하고 있으며, 자칭 "생명의 예술가". 유전자 신시사이저를 만들어 생명개조에 사용하지만, 그로 인한 많은 생명이 희생되는 것에 대해 조금도 의문을 가지지 않았으며, 자신이 만든 개조생명체도 작품으로서의 가치 밖에 인정하지 않고, 실패작이라는 생각이 들면 가차없이 처분해버리기도 한다. 다만 케프렌 자신을 아버지라고 부르는 네펠에게만은 정을 나누고 있다. 케프렌 자신이 가진 지팡이로부터 나오는 광선을 무기로 사용해 전투 능력도 결코 뒤지지는 않지만, 그가 직접 나와 싸우는 일은 전혀 없으며, 오직 라보 내에서 작전을 지휘한다. 정체는 300년 전에 유괴된 지구인이며, 오래전 데우스에게 납치되어 그로 인해 대박사가 되어버렸다고 한다. 이미 사실을 알고 있는 카우라와 데우스로부터 자신의 정체를 알게 된 케프렌은 이 작품의 진정한 최종보스가 되어 메스의 새로운 지배자에 올라 데우스에게 반격하고 결국 그를 데우스 수전사 자 데우스라로 개조해 버리지만 데우스는 자력으로 원래 모습으로 돌아오고 만다. 데우스가 죽은 뒤에는 남은 데우스 가면의 유전자와 크라겐을 융합시켜 최강의 수전사 자 데모스를 탄생시켰는데, 그 수전사는 플래시 킹한테는 이겼지만 결국 그레이트 타이탄에게 패배하여 쓰러졌다. 마지막에 플래시맨들에게 유전자 신시사이저를 가리키면서 플래시맨은 지구인이며, 유전자 신시사이저를 이용하여 지구에 계속 있게 할 수 있다고 설득하지만, 플래시맨의 옐로 플래시가 단호하게 그 유전자 신시사이저를 파괴함으로써 결국 폭발하는 라보 속에서 비참한 최후를 맞이하였다. 또한, 그의 마지막 대사는 대본과 다른 것으로, 시미즈의 열연이 낳은 애드립이다.
- 레이 원더 (レー・ワンダ 레 완다[*])

케프렌이 만들어낸 간부급 생명체. 다섯 종류의 추악한 우주생명체의 유전자로 만들어졌으며, 감정의 기복이 격렬하고 자부심이 높다. 원더 자신과 같은 유전자를 가진 수전사 자 기르기스와 힘을 합쳐 마검 킬러 세이버를 만들어내 이 검을 원더 자신의 애검으로 삼는데, 후에 델타별에서 자란 수전사 자 제라길의 약점인 감마 광입자의 결정체가 되기도 하였다. 이 검 외에도 거대한 날개를 이용한 활공 공격과 손바닥이나 눈으로부터 나오는 파괴 광선을 무기로 사용하기도 하며, 중반부에 강화개조되어 요수사(요전사) 원더라로 변신할 수 있게 되었다. 원더라는 시간을 3초 정도 멈출 수 있는 타임스톱이라는 기술을 가지고 있으며, 이 기술로 플래시맨들을 여러번 괴롭혔다. 종반부에는 원더 자신의 유전자로 만들어진 데우스 수전사 자 원더르에 의해 타임스톱 시간이 무한대로 길어지고 배리어라는 보호 기술까지 생겨 한때 더욱 강해지기도 했지만 도키무라 박사와 그의 딸 카오리가 잇달아 타임머신을 작동시킴으로써 타임스톱과 배리어가 깨지는 것은 물론 요수사(요전사)로의 변신 능력까지 잃게 되고, 결국 레드 플래시와 일대일 대결 끝에 레드 플래시의 슈퍼 커터에 맞아 치명상을 입고 그로 인한 에너지 고갈로 갑자기 쓰러지면서 그를 구성한 다섯 우주생명체가 분리되어 죽고 만다.
- 레이 네펠 (レー・ネフェル 레 네훼루[*])

케프렌이 만들어낸 간부급 생명체. 얼굴은 인간이지만 몸은 우반신이 표범, 좌반신이 갑옷과 같은 모습을 하고 있다. 스파이 활동이 특기이며, 지구인으로 변신하는 경우도 많다. 교활하고 냉혹한 성격을 갖고 있지만 유독 자신을 만들어 준 케프렌에게만은 아버지처럼 모시고 있으며, 그를 위해서라면 데우스에게도 칼을 겨눈다. 중반부에 강화개조되어 요수사(요전사) 네펠라로 변신할 수 있게 되었다. 평상시에는 네펠 자신이 가진 금속봉 끝에 나오는 채찍 모양의 광선과 손가락 끝에 나오는 쇼크 광선이 무기이며, 네펠라로 변신한 상태에서는 2개의 데스브리즈라는 검을 교차시켜 쇼크 광선을 쏘는 것과 적을 막다른 장소 또는 자신이 꾸며낸 세계로 끌어들이는 요수환각이 무기이다. 네펠의 유전자로 만들어진 데우스 수전사 자 네플루스는 자폭공격과 반복재생으로 플래시맨을 힘들게 했다. 종반부에 레드 플래시와 일대일 대결을 하다가 패해 낭떠러지에 떨어져 한때 기절하기도 했지만 살아남아 도키무라 박사를 다시 납치하려던 가르단을 납치해 메스로 귀환하기도 하였다. 하지만 마지막에 케프렌을 공격하려는 레드 플래시의 프리즘 성검에 대신 맞아 결국 숨을 거두고 말았다.
- 레이 가르스 (レー・ガルス 레 가루스[*])

케프렌이 만들어낸 간부급 생명체. 몸은 완전한 괴물 모습이며, 지능도 낮고, 인간의 말을 할 수 없다. 그 대신 반신의 기계로 낼 수 있는 힘은 대단하며, 플래시맨 다섯명을 상대로도 압도적인 힘을 발휘한다. 중반부에 에너지 플라워의 영향으로 인해 화염공격까지 할 수 있는 능력을 가지게 되었으며, 플래시성계의 항성직렬의 영향으로 약해지고 있던 플래시맨을 추적했지만, 결국 플래시 킹에게 쓰러졌다. 그러나 그가 희생됨으로써, 케프렌이 원더와 네펠을 요수사(요전사)로 강화개조시키는 비법을 터득하게 되었다.

## 준간부 이하
- 우르크 (ウルク)

케프렌이 만들어낸 준간부급 생명체. 이리의 유전자로 만들어졌으며, 발군의 격투센스를 가지고 있다. 원더, 네펠, 카우라의 지시에 따라 행동하는 경우가 많으며 지구인으로 변신하는 경우도 있다. 키르트와 사이가 좋으며, 그 둘의 조합은 플래시맨을 몇 번이고 곤경에 빠뜨렸다. 종반부에 키르트가 개조되어 만들어진 데우스 수전사 자 키르트스가 위기에 처했을 때 스스로 자신의 몸을 바침으로써 그 수전사에게 흡수되었다.
- 키르트 (キルト)

케프렌이 만들어낸 준간부급 생명체. 고양이의 유전자로 만들어졌으며, 민첩성이나 순발력이 뛰어나다. 우르크와 마찬가지로 원더, 네펠, 카우라의 지시에 따라 행동하는 경우가 많으며 지구인으로 변신하는 경우도 있다. 종반부에 데우스 수전사 자 키르트스로 개조되어, 인간의 정기를 빨아들여 파워를 취하였으며, 마지막에 플래시맨의 공격으로 위기에 처했을 때 스스로 몸을 바친 동료 우르크를 흡수하기도 하였지만, 결국 그레이트 타이탄의 타이탄 노바를 맞고 쓰러진다.
- 크라겐 (クラーゲン)

지구의 해파리를 기반으로 만들어진 거대생명체. 평소에는 계곡에 몸을 숨기고 있으며, 체내에 에너지를 축적해두다가 출동지령을 받으면 날아온다. 거대한 눈에서 나오는 빛으로 쓰러진 수전사에게 에너지를 주고, 재생거대화시킨다. 그때 모든 에너지를 방출시키기 때문에 에너지 전달 이후에는 손바닥만하게 줄어들어버린다. 작아지면 비행능력도 잃고, 울음소리를 내며 도망치거나 부하들의 곁을 따른다. 카우라가 등장하는 중반부엔 수전사 자 즈콘다의 뱃속에서 에너지를 축적하여 그 수전사를 2명으로 분신시키기도 하였으며, 최종화에서 죽은 데우스의 남은 데우스 유전자액과 융합하여 최강의 수전사 자 데모스가 되어 최강의 수전사로서 플래시 킹의 킹 미사일을 막아내고 킹 빔을 흡수하여 더 무서운 얼굴로 변신하면서 파워업되어 플래시 킹의 코스모 스워드까지 부러뜨리고 플래시 킹을 물리쳤지만 결국 그레이트 타이탄의 타이탄 노바를 몇 번 흡수하다가 육체가 과열되어 쓰러지고 만다.
- 수전사·데우스 수전사 (獣戦士・デウス獣戦士)

대박사 리 케프렌이 조작하는 유전자 신시사이저에 의해, 우주생물과 지구 생물 등의 유전자를 결합하여 만들어지는 괴물. 몸에 푸른 색의 인공심장을 가지고 있다. 작전에 따라 만들어지며, 각각 특수한 능력을 가지고 있다. 지능은 인간과 대등하지만 말을 하지는 못한다. 종반부에 데우스 유전자와 에일리언 헌터(또는 메스 간부)의 유전자나 육체 자체를 결합하여 만들어지고, 통상 수전사보다 몇배가 넘는 힘을 가진 데우스 수전사도 등장했다. 데우스 수전사가 만들어질 때, 케프렌이 만든 개조 생명체들은 격렬한 고통을 당하기도 하였다.
- 병사 조로 (兵士ゾロー)

메스의 일반 병사. 병정개미의 유전자로 만들어진, 곤충과 같은 얼굴을 한 인공생명체. 오른쪽 가슴에 있는 푸른 색 구형의 인공심장이 약점이며, 그것이 파괴되면 죽어버린다. 입에서 강력한 산성 용해액이나 끈끈한 용해 실을 뿜어낸다. 무기는 6개의 이빨과 양손의 손톱. 어원은 "우르르(ゾロゾロ 조로조로[*]) 나타난다"는 말에서 왔다.
- 미랑 (ミラン)

중반부에 등장. 플래시맨과 같은 시기에 유괴되었던 지구인. 유괴 당시 가지고 있던 사진으로부터 진보다 연장자인 사실이 밝혀진다. 원래 상냥한 마음을 가진 청년이지만, 생이별하거나 함께 유괴된 여동생의 안부와 교환에 싸움이 요구되어 버린다. 오른쪽 어깨에 개조 생명체의 유전자가 이식되어 있어, 특수 전파를 받는 일로 두 머리를 가진 수전사 자 조발다로 변하지만, 그 수전사의 약점이 왼쪽 머리에 있다는 사실이 문득 생각난 옐로 플래시(사라)가 수전사의 왼쪽 머리를 잘라달라고 부탁해 플래시 킹이 그 수전사의 왼쪽 머리를 자름으로써, 원래의 모습으로 돌아와 사라에게 사랑한다는 말을 남기고 눈을 감는다. 그 후 원래의 몸으로 돌아오기 위해 냉동 수면 장치에 넣은 상태로 플래시성에 보내지게 된다.

## 에일리언 헌터
우주를 떠돌아 다니면서, 메스에 실험재료로서의 우주 생물을 공급해 온 외계인 용병 부대.
- 사 카우라 (サー・カウラー)

중반부에 등장. 암흑의 헌터라는 별명을 가진 외계인이자 20년 전 5명의 지구인 아이(플래시맨)들을 유괴한 장본인. 외계인 용병 부대를 인솔하며 암살, 테러, 모략 등의 청부를 받는 프로였는데, 메스와 손잡고 에일리언 헌터로서 실험재료를 모으러 다닌다. 총길이 15미터의 전자 채찍과 초금속 갈퀴, 왼손 끝에서 나오는 광선이 무기. 전자 채찍은 장창으로 변환시키는 것도 가능하다. 바우라를 시작으로 하는 4명의 부하를 거느리며 메스의 별동대로서 플래시맨과 싸운다. 우주 중의 생명체들이 자신의 이름을 듣는 것만으로도 무서워할 만큼 전투 능력이 메스 중에서도 특히 높아 플래시맨 5명과 우세하게 싸워 원더와 네펠 두 명에 걸려도 당해낼 도리가 없을 정도이며, 또한 머리의 회전도 빨라 책략가로서의 일면도 갖춘다. 성격은 잔인하지만, 자신에게 충성을 맹세한 부하에 대한 책임감이 강하고 자신이 한 약속을 지키는 의리도 갖고 있다. 원래 케프렌과 사이가 좋지 않아 그를 쓰러뜨리고 메스를 손에 넣고자 하는 야심을 가지고 있었고, 종반부에 수전사 자 제라길을 이용해 플래시맨 중 4명을 세뇌시켜 남은 1명의 플래시맨인 레드 플래시를 덮치려다 실패한 일로 케프렌과의 대립이 깊어지기 시작하여, 결국 카우라의 부관 가르단의 합세와 수전사 자 기턴이 부하 케라오를 잡아먹은 것 등을 계기로 메스를 배신한다. 그 후 나머지 3명의 부하마저 잃자, 메스에게 복수할 목적으로 도키무라 박사를 납치해 유전자 신시사이저를 만들게 하여 그 힘으로 데우스를 여러번 괴롭혔다. 마침내 가르단과 함께 라보에 침입해 데우스를 쓰러뜨리기까지 하였지만, 마지막엔 레드 플래시와 일대일 대결 끝에 패배하여 쓰러진다. 패배 후 빈사 상태에서 케프렌이 원래 지구인이었다는 사실을 처음으로 밝히는 한편, 사라에게 도키무라 박사가 그녀의 진짜 아버지라는 사실을 밝히고, 유괴되기 이전의 그녀가 살았던 집으로 인도해준 뒤, 라보 근처에서 자폭하여 생을 마감한다.
- 보 가르단 (ボー・ガルダン)

종반부에 등장. 카우라의 부관으로서 그와 같이 우주를 어지럽히던 남자. 오른쪽 눈가를 뒤덮는 검은 반점에서 나오는 작렬 광선과 2개로 이루어진 솔개 형상의 검인 갈드롯드가 무기. 카우라와 같이 싸우지만, 후에 탈출한 도키무라 박사를 다시 납치하려할 때, 도리어 네펠에게 끌려가 케프렌에게 데우스 유전자를 주입받고 데우스 수전사 자 가르데스로 개조된다. 이를 알게 된 카우라가 사라를 납치하여 그녀로 하여금 유전자 신시사이저를 연주하게 함으로써 원래의 모습으로 돌아와 다시 카우라와 힘을 합쳐 데우스를 쓰러뜨리고 플래시맨과도 대결을 하지만, 케프렌이 유전자 신시사이저를 재차 연주함으로 인해 다시 수전사로 돌아가게 되어 결국 그레이트 타이탄의 타이탄 노바에 당하고 만다.
- 하그 (ハグ)

유일한 여성 에일리언으로서 무기로 활을 사용하며, 특히 청각이 뛰어나 어두운 곳에서도 소리만을 이용하여 화살을 명중시킬 수 있는 능력을 갖고 있다.
- 호우 (ホウ)

부메랑을 무기로 사용하며, 적의 목을 잡아 고압전류를 흘리는 기술도 갖고 있다. 또한, 감정이 격해지면 머리 부분의 털이 일어선다.
- 바우라 (バウラ)

카우라 수하의 에일리언 헌터 중의 리더격으로서, 짐승같은 얼굴과 붉은 복장이 특징이며 무기로 언월도를 사용한다. 왼쪽 눈에 흉터가 있다. 종반부에 하그, 호우와 함께 데우스 유전자를 주입받고 한데 합쳐져 데우스 수전사 자 타프모스가 되었지만 카우라의 목소리에 힘을 잃어 최후에는 플래시 킹에게 쓰러진다.
- 케라오 (ケラオ)

우주에 에일리언 헌터로 가장 많이 진출해있는 종족이며, 총의 명수이다. 작품에 등장한 에일리언 헌터 중 유일하게 자신의 이름을 말했다. 초반부에 등장한 수전사 자 자이모스는 이 케라오의 유전자로 만들어졌다. 종반부에 수전사 자 기턴에게 잡아먹힘으로써, 카우라가 메스를 배신하는 계기가 되었다.

## 장비와 무기
- 라보 (ラボー)

개조실험제국 메스의 본거지인 원반형 이동 기지. 커다란 눈 모양을 한 앞부분에서 파괴 광선을, 밑부분에서 데우스 유전자 강화 에너지를 보내는데, 이것은 라보 자체의 에너지 소모에 직결된다. 항성 간의 이동 능력을 이용해 우주 각지를 떠돌아 다녀 지나간 별들의 생명체를 실험 재료로 모음으로써, 그 별을 죽음의 별로 바꾸어 갔다. 마지막에 최강의 수전사 자 데모스가 그레이트 타이탄의 타이탄 노바에 당함으로써 에너지가 끊겨 지구에 추락하였고, 옐로 플래시가 유전자 신시사이저를 파괴시킴으로써 연쇄적으로 폭발함과 동시에 이로 인하여 메스는 멸망하게 되었다.
- 라보 전투기(ラボー戦闘機)

메스의 전투기로 앞부분은 라보와 같은 눈 모양의 광선 무기, 밑부분은 3개의 다리로 이루어졌다.
- 유전자 신시사이저 (遺伝子シンセサイザー)

수전사를 탄생시키는 생명 합성 장치. 지구 생명체 및 우주 생명체의 유전자가 액체 상태로 보존되어 있어 무수한 튜브를 통해 유전자액의 배합 비율을 바꾸거나 돌연변이를 순간적으로 촉진시킬 수 있다. 조작은 지극히 섬세하고 고도의 기술이 필요해서, 메스에서는 케프렌만이 할 수 있다. 조작법이 오르간의 주법과 아주 비슷하지만, 어떠한 수전사를 탄생시켜도 조작음에 변화가 없기 때문에 악기는 아니다. 종반부에는 카우라가 도키무라 박사를 납치하여 그로 하여금 동일한 유전자 신시사이저를 만들어 그것으로 데우스의 체내 유전자를 조작시켜 쓰러뜨리기도 하였다. 마지막에 케프렌의 설득을 단호하게 뿌리친 옐로 플래시의 공격에 의해 파괴되었다.